# Atakpamé
Atakpamé est une commune située dans la Région des Plateaux au Togo, dont elle est la préfecture et chef-lieu de la région des plateaux. Ses habitants sont appelés les Atakpaméens et Atakpaméennes. La ville, souvent surnommée la « ville aux sept collines », constitue un carrefour économique et culturel important du pays.
Située sur la route nationale RN1, reliant Lomé au nord de la capitale, elle joue un rôle stratégique dans les échanges commerciaux et les déplacements régionaux.
La ville est caractérisée par sa diversité linguistique. L’ifè est la langue majoritaire dans la région, suivie par l’ewe et le français, ce dernier étant utilisé dans les domaines administratifs et éducatifs.
Atakpamé se distingue également par son rôle dans l’agriculture, avec une production abondante de fruits tropicaux, de céréales et de tubercules destinés aux marchés locaux et nationaux.
Enfin, la ville est liée à plusieurs personnalités notables de l’histoire togolaise, comme Nicolas Grunitzky, deuxième président de la République togolaise, et Monseigneur Philippe Kpodzro, ancien évêque d’Atakpamé.

## Métropole
Atakpamé est une ville située dans la région des Plateaux au Togo, connue pour être un centre économique et administratif majeur dans la région. Elle est la préfecture du Togo, et ses habitants sont appelés les Atakpaméens et Atakpaméennes. La ville est un carrefour stratégique grâce à sa position géographique, entre la capitale Lomé et le reste du pays.
Atakpamé est également un pôle éducatif avec plusieurs établissements scolaires et universitaires, notamment l’École Normale Supérieure, qui forme une grande partie des enseignants du pays. Cette institution contribue au dynamisme académique de la ville, avec des partenariats de recherche et des programmes de formation dédiés.
En matière de culture, Atakpamé est une ville dynamique, célébrée pour sa richesse historique et ses traditions. La ville accueille régulièrement des événements culturels, des festivals et des manifestations artistiques qui mettent en lumière la culture togolaise.
Le sport, notamment le football, occupe une place importante à Atakpamé, avec des clubs locaux et des événements sportifs. La ville est également liée à plusieurs figures nationales influentes, comme Nicolas Grunitzky, le deuxième président du Togo, et Monseigneur Philippe Kpodzro, ancien évêque d’Atakpamé.
Atakpamé, bien que plus petite que Lomé, incarne une forme de métropole régionale, combinant modernité et tradition tout en étant un centre clé pour la vie économique, culturelle et éducative du Togo.

## Histoire
Encore appelée la ville aux sept collines, Atakpamé est une ville montagneuse jadis considérée comme une cité refuge en raison de ses collines. Le nom Atakpamé viendrait de "Atakpa", nom d'une famille royale de cette localité,,. 
Sous la colonisation allemande en 1883 la ville devient un centre agricole majeur. Atakpamé formait avec les villes de Kpalimé et Badou, "le triangle du café-cacao". Le climat de la région des plateaux considérée comme le poumon agricole du Togo est favorable à la culture du café, du cacao, du coton, du palmier à huile et d'autres cultures de rente,.
Atakpamé abrite en son sein et à ses périphéries des sites touristiques et des vestiges historiques. On y retrouve entre autres, le barrage de Nangbéto et les ruines de Kamina (site des restes du premier centre émetteur de télégraphie sans fil transcontinental installé par l'armée allemande).
| Adjigo   | Sada      | Agbonou   |
| Ekpéhoun | Atakpamé  | Datcha    |
| Doufio   | Tchakpali | Assogbala |

## Transports
Atakpamé, située au centre du pays, sur la route nationale RN1 reliant Lomé au nord du Togo (Cinkassé), dispose de divers moyens de transport facilitant les déplacements des habitants et des visiteurs. Les bus et autocars sont couramment utilisés pour les trajets interurbains, avec des départs depuis la gare routière Agbonou, un carrefour important traversé par la RN1. Les tarifs pour ces trajets sont réglementés ; par exemple, le coût d'un voyage entre Lomé et Atakpamé est de 3 000 francs CFA. Les taxis-motos, appelés localement "woleyia", sont également très répandus pour les déplacements urbains et offrent une flexibilité appréciée pour circuler en ville.Pour les trajets plus longs, des taxis-brousse sont disponibles, partant généralement lorsqu'ils sont complets, sans horaires fixes.

## Économie

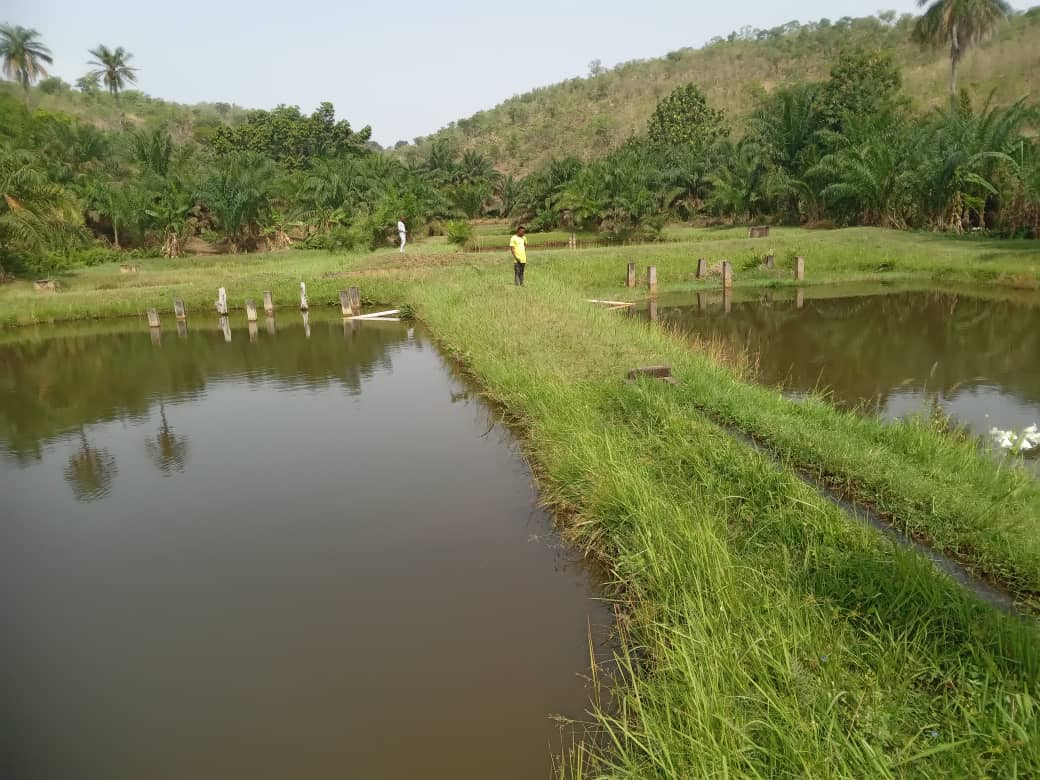
Étang piscicole dans une ferme.

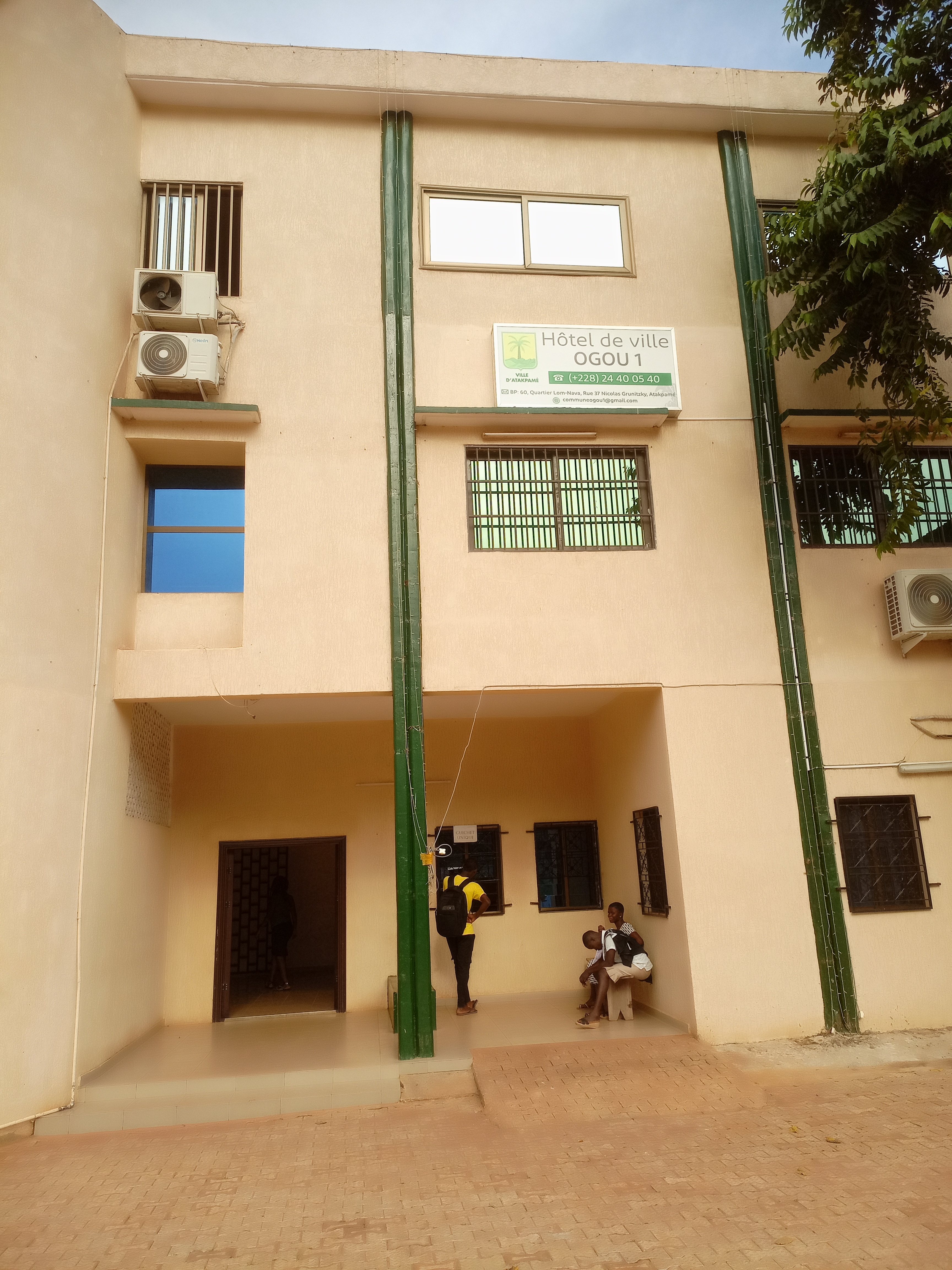
Marie d'Atakpamé (Ogou1)

Atakpamé, surnommée la "ville aux sept collines", est un centre économique dynamique dans la région des Plateaux au Togo. Son économie repose principalement sur l'agriculture et le commerce. La ville bénéficie d'une position stratégique au carrefour de deux axes de communication majeurs reliant le Togo au Burkina Faso et au Ghana au Bénin, ce qui en fait un important centre commercial régional,.
Les marchés locaux jouent un rôle crucial dans l'économie d'Atakpamé. Par exemple, le marché de céréales d’Akpèssèmé est l'un des plus importants du Togo, facilitant l'écoulement des produits agricoles vers d'autres régions.
L'agriculture est diversifiée, avec une production abondante de fruits tels que l'avocat, la banane plantain et l'orange, ainsi que de céréales comme le sorgho, le maïs et le mil, et de tubercules tels que l'igname, le manioc et la patate douce. Cette diversité agricole soutient non seulement l'économie locale mais alimente également les marchés régionaux.
Des initiatives récentes visent à renforcer l'économie locale. Par exemple, le projet NanaTech Immersion, lancé en août 2024, vise à former des femmes entrepreneures à l'utilisation des outils numériques pour dynamiser leurs activités génératrices de revenus, contribuant ainsi à l'essor économique de la région.

Par ailleurs, des investissements dans les infrastructures, tels que la construction de ponts, sont en cours pour améliorer l'accès aux services socioéconomiques de base et faciliter l'écoulement des produits agricoles, renforçant ainsi le développement économique d'Atakpamé et de ses environs.

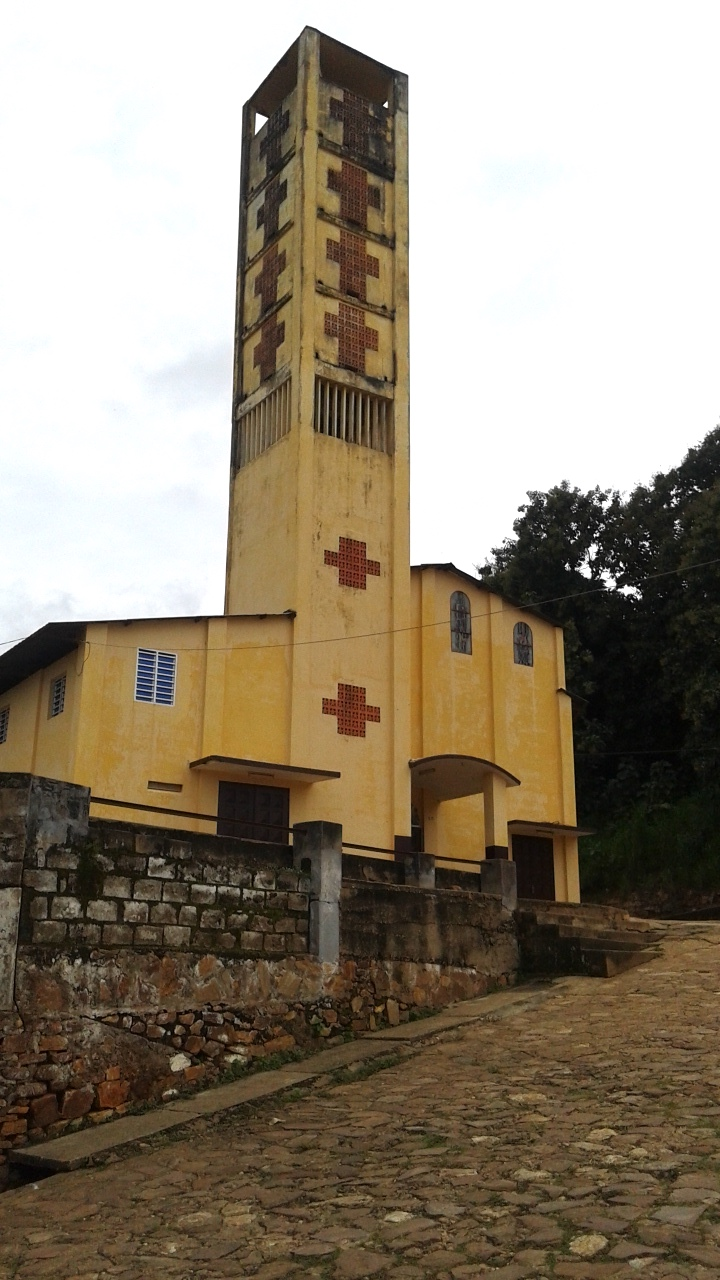
Église Sainte-Famille d'Atakpamé

## Culture
Odon-Itsu ou la fête des ignames est la principale fête traditionnelle de la ville. C'est une fête annuelle célébrée en fin juillet début août pour marquer la récolte et la consommation de l'igname, un tubercule  considéré comme sacré dans la ville ,.
Atapkamé est également connu pour ses danses traditionnelles surtout la danse des échasses localement appelée Tchébé. Cette danse se pratique uniquement pendant la fête des ignames. Les danseurs portent des masques et exécutent des figures acrobatiques sur des échasses hautes de plusieurs mètres ,,.

### Lieux de culte
Parmi les lieux de culte, il y a principalement des églises et des temples chrétiens : Diocèse d'Atakpamé (Église catholique), Église évangélique presbytérienne du Togo (Communion mondiale d'Églises réformées), Convention baptiste du Togo (Alliance baptiste mondiale), Living Faith Church Worldwide, Redeemed Christian Church of God, Assemblées de Dieu . Il y a aussi des mosquées.

### Jumelage
Niort (France) depuis 1958

## Personnalités publiques liées
Nicolas Grunitzky, né le 5 avril 1913 à Atakpamé, fut le deuxième président de la République togolaise indépendante, exerçant ses fonctions du 16 janvier 1963 au 13 janvier 1967.
Fifi Rafiatou est une artiste chanteuse internationale originaire d'Atakpamé, reconnue pour sa contribution à la musique togolaise et son influence sur la scène musicale africaine.
Massamesso Tchangaï, également natif d'Atakpamé, était un footballeur international togolais. Il a marqué de son empreinte le football togolais en participant à de nombreuses compétitions internationales.
Monseigneur Philippe Kpodzro a servi en tant qu'évêque d'Atakpamé du 10 avril 1976 au 17 décembre 1992, jouant un rôle clé dans la vie religieuse et sociale de la région.

### Discographie
- Togo, Atakpamé. Chants des adeptes de Naa Boukou, enregistrement réalisé par Madeleine Leclair à Atakpamé le 16 mars 2011, CD, 22 min.